# 北秋津城
北秋津城（きたあきつじょう）は、埼玉県所沢市北秋津にあった日本の城。歴史的な背景が殆ど伝わっていない城であり、『柳瀬川流域の歴史と文化』の著者の栗原仲道は大石遠江守信重の館とし、所沢市史では鎌倉時代以降の豪族（一説には久米郷が近い事から村山党の久米氏）の館と推測している。また、滝山、八王子領の交通網や滝の城との繋がりを考慮すると後北条氏が何らかの拠点として使用していた可能性も考えられる。付近にある日月神社の案内板に書かれている民間伝承によると『この土地の殿様がいつも領民に無理難題ばかりを吹きかけて困らせており、ある時に無理な願いを叶えた代わりに神罰によって声を失った』
と伝わっているが、この殿様が北秋津城主の事だと言われている。

## 遺構
東西70ｍ、南北30ｍの比高二重のL字形土塁と薬研堀が現存しているものの、周囲がマンションや住宅地化している為、城跡の過半部分が既に破壊されている。先述の通り、市による発掘調査は行われたものの、現在市内で唯一の県指定文化財に指定されていない城址であり、案内板も無く保存活動も殆ど行われていない為、遺構の破壊が進む恐れがある。

## 観光

### アクセス
- 西武新宿線・西武池袋線所沢駅から、徒歩15分程度。

## 補足
1. ↑  所沢市による発掘調査も行われており、その研究結果も小冊子として発行されているが、城主の特定に至る発見は見つかっていない。
2. ↑  『ところざわ歴史物語』より

## 参考資料
- 新人物往来社刊　『日本城郭大系』
- 所沢市発行　『所沢市史』
- 栗原仲道著　『所沢市史研究』